# Französische Küche

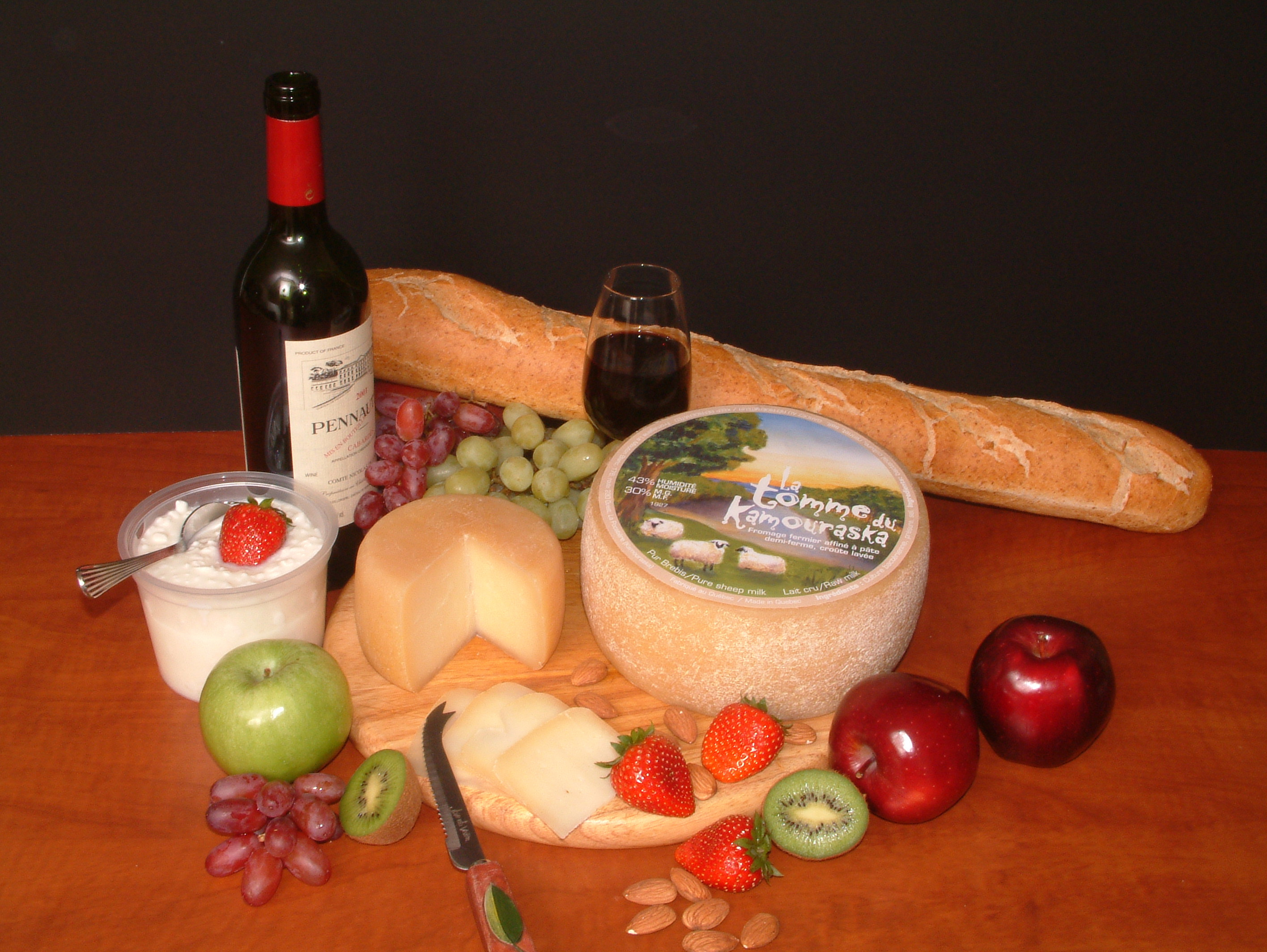
Mit französischer Küche assoziiert: Baguette, Rotwein und französischer Käse

Die französische Küche (französisch Cuisine française) ist die Nationalküche Frankreichs und ist in der Gastronomie die Kochkunst und Esskultur, deren wesentliche Merkmale eine hohe Speise- und Getränkequalität und die Herausbildung einer festen Menüfolge mit mindestens drei Gängen sind.

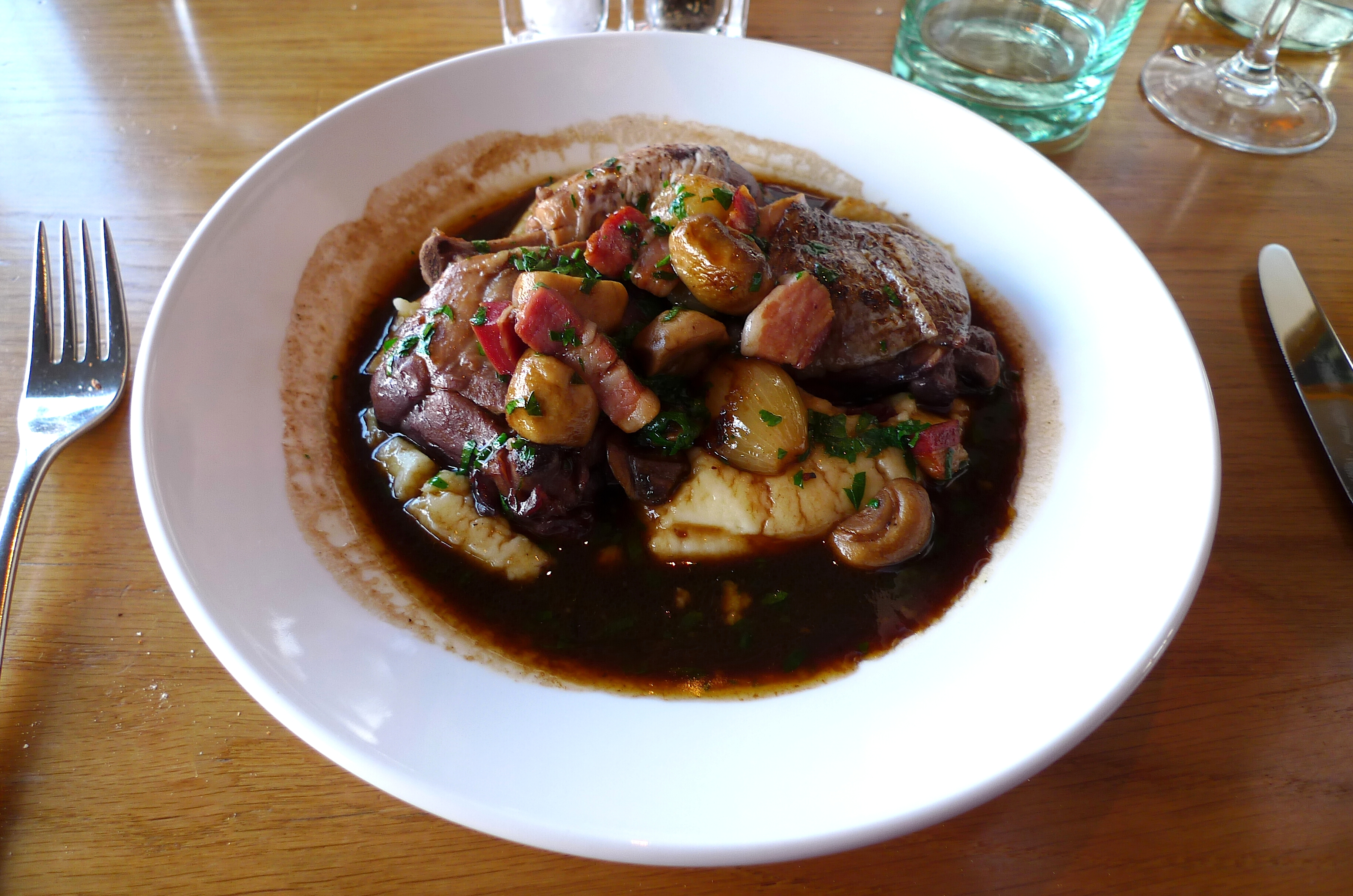
Coq au Vin – eines der französischen Nationalgerichte

Sie galt seit der frühen Neuzeit als einflussreichste Landesküche Europas. Die sogenannte Haute Cuisine entstand im 19. Jahrhundert und entwickelte sich zur französischen Nationalküche. Auch in Frankreich existieren verschiedene Regionalküchen, die auf unterschiedlichen Zutaten, Kombinationen und Zubereitungsarten beruhen. Die französische Küche ist sowohl für ihre Qualität als auch ihre Vielseitigkeit weltberühmt.
Sie wurde als erste Nationalküche 2010 als „gastronomisches Mahl der Franzosen“ in die UNESCO-Liste des immateriellen Kulturerbes der Menschheit aufgenommen. Ihre Haute Cuisine gilt als Vorbild für sämtliche gehobene Küchen weltweit.
Das Essen und Trinken ist in Frankreich ein wichtiger Bereich des täglichen Lebens (französisch Savoir-vivre) und die Pflege der Küche ein unverzichtbarer Bestandteil der nationalen Kultur. Die französische Küche hat sich weltweit etabliert, was auch in der internationalen Küchensprache zum Ausdruck kommt.

## Geschichte

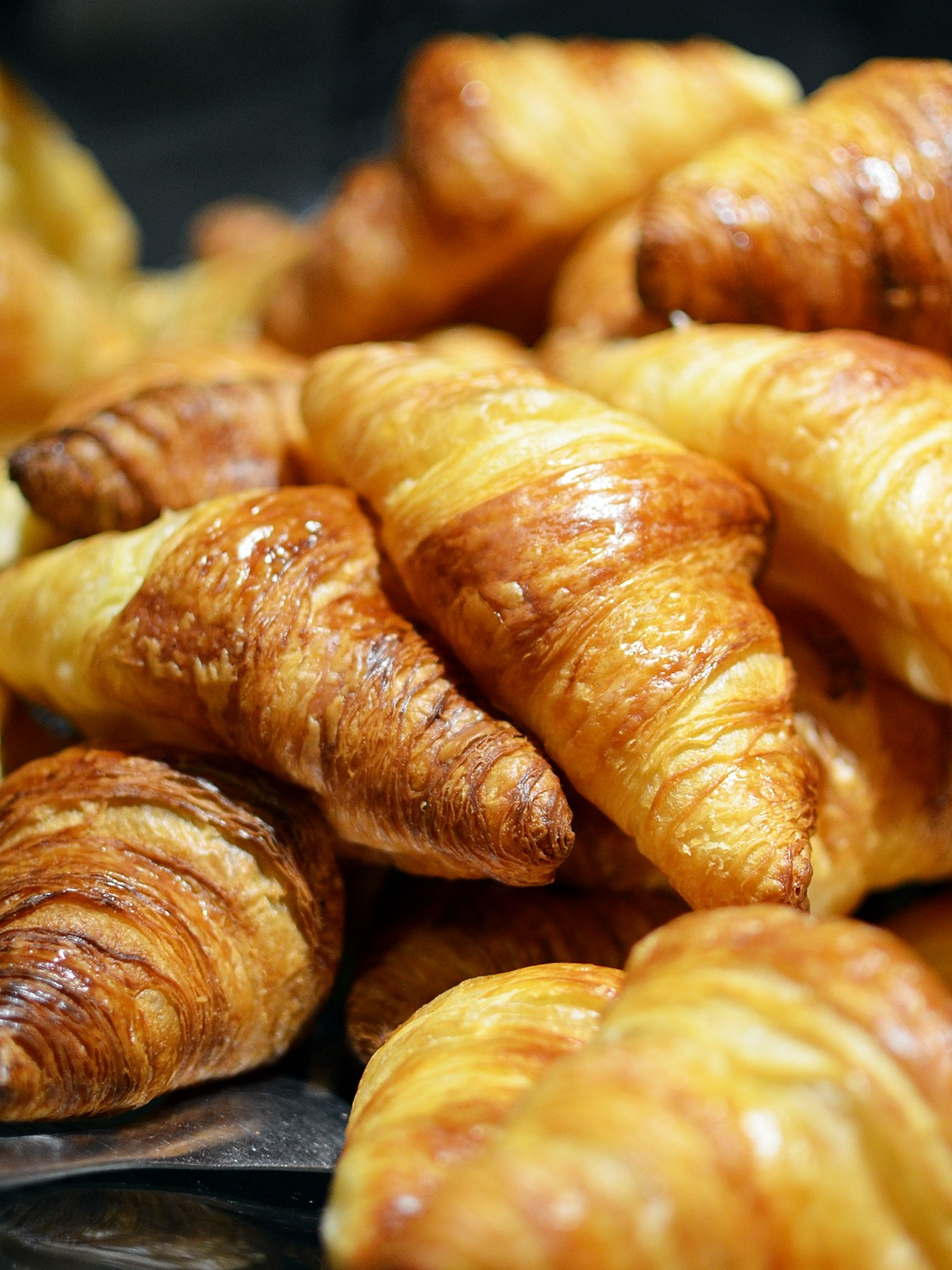
Seit dem 19. Jahrhundert ein Nationalsymbol Frankreichs: das Backwerk Croissant

### Frühe Neuzeit
Im 13. Jahrhundert hatten sich in Paris Köche als cuisiniers-oyers zusammengeschlossen. Erste eigenständige Zünfte mit Zunftstatuten gab es erst im 16. Jahrhundert. Die Auffassung, dass die gehobene französische Küche der Neuzeit auf italienische Einflüsse in der Zeit der Renaissance zurückzuführen ist, insbesondere auf die italienischen Köche, die Katharina von Medici anlässlich ihrer Heirat mit dem späteren Heinrich II. im Jahr 1547 mit an den französischen Hof brachte, ist weit verbreitet. Zu ihrer Zeit hielten auch die heute in Europa üblichen Tischsitten und die Gabel in Frankreich Einzug. Mittlerweile vertreten jedoch einige Kulturhistoriker die Ansicht, dass diese Darstellung eine moderne Legende ist.

“This theory is wrong on two counts: French haute cuisine did not appear until a century later and then showed little Italian influence; and there is no evidence that Catherine’s cooks had any impact on French cooking in the early sixteenth century. Indeed, French sixteenth-century cooking was very conservative and in general continued the medieval traditions.”

„Diese Theorie ist aus zwei Gründen falsch: Die französische Haute Cuisine erschien erst ein Jahrhundert später und zeigte wenig italienischen Einfluss; und es gibt keine Belege dafür, dass Katharinas Köche irgendeinen Einfluss auf die französische Küche im frühen 16. Jahrhundert hatten. Tatsächlich war die französische Küche des 16. Jahrhunderts sehr konservativ und führte im Allgemeinen die mittelalterlichen Traditionen fort.“

Bereits im 17. und 18. Jahrhundert war die französische Küche bestimmend für die Küchen vieler Adelshäuser in Europa, da der französische Hof in dieser Zeit als kulturell führend galt. Auch die klassische westliche Speisenfolge mit Suppe, Hauptgang und Dessert sowie die Steigerung der Gänge eines Menüs mit fünf, sieben, neun oder noch mehr Gängen wurde in Frankreich „erfunden“ und begann von hier ihren Siegeszug in alle westlichen Küchen.

### Haute Cuisine
Die gehobene nationale Küche, die zu Beginn des 19. Jahrhunderts in Frankreich etabliert wurde, wird als Haute Cuisine bezeichnet. Sie gilt heute in vielen Ländern als die kulturell am weitesten entwickelte Art der Speisenzubereitung. Begründet wurde sie von einflussreichen Köchen wie Marie-Antoine Carême und Auguste Escoffier sowie dem Gastrosophen und Autor Jean Anthelme Brillat-Savarin mit seinem Werk La Physiologie du Goût.

### Grande Cuisine
Mit der Etablierung von Restaurants zur Zeit der Französischen Revolution und damit dem Zugang des französischen Bürgertums zur gehobenen Kochkunst kam es zur Verbreitung dieses Kochstils und seiner Institutionalisierung. Die Restaurantköche etablierten ein bestimmtes Niveau der Zubereitung und der Speisenqualität; diese Tendenz wurde durch die Gastronomiekritik verstärkt. Die gehobene Restaurantküche wurde als Grande Cuisine bezeichnet. Darüber hinaus kam es in den französischen Oberschichten zu einem Konsens im Hinblick auf den Essensstil mit der Betonung des Genusses.

### Nouvelle Cuisine

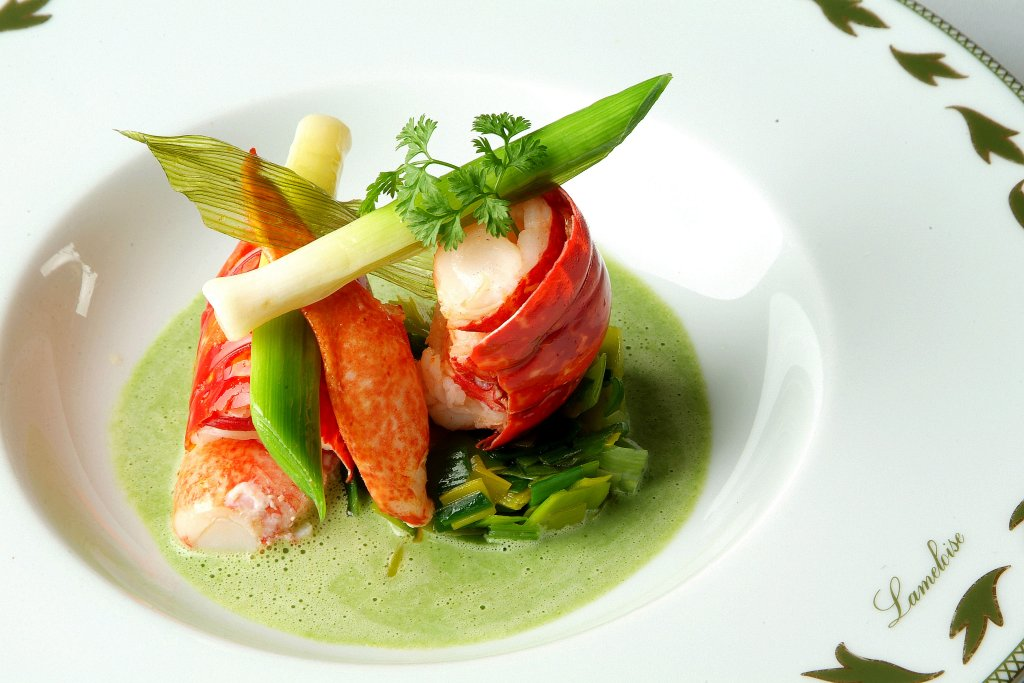
Nouvelle Cuisine: Hummer und Spargel

Die Nouvelle Cuisine ist die letzte große Erneuerungsbewegung in der Kochkunst, die von Frankreich ausging und von hier aus die Welt eroberte. Sie baut auf der Haute Cuisine und Grande Cuisine auf, distanziert sich jedoch deutlich von deren Gastrosophien. Sie wurde durch berühmte Köche (französisch cuisiniers) wie Paul Bocuse popularisiert.

## Historisch bedeutende Kochbücher
Das erste gedruckte Kochbuch in französischer Sprache (Le Viandier) erschien um 1490 und wurde lange Guillaume Tirel zugeschrieben. Es erschien über 100 Jahre lang in zahlreichen Auflagen. Weitere Bücher waren das Ménagier de Paris vom Ende des 14. Jahrhunderts, und das von Chiquart ab 1420 verfasste Du fait de cuisine. Typisch für die französische Kochbuchliteratur bis ins 19. Jahrhundert hinein ist, dass sie ausschließlich von männlichen Autoren – überwiegend von Privat- zu Restaurantköchen gewordenen professionellen Köchen – geschrieben wurde. 1651 erschien Le Cuisinier françois von La Varenne, das als erste Rezeptsammlung eines neuen Kochstils gilt. Die Gerichte werden nun sehr viel weniger gewürzt als im Mittelalter und noch zur Zeit der Renaissance. Nach 1660 erschienen die ersten französischen Küchenenzyklopädien, meist mit dem Zusatz Ecole (Schule) im Titel. Großen Einfluss hatte das Buch Cuisinier royal et bourgeois, das 1691 veröffentlicht wurde und von Massialot stammte.
Das erste bedeutende Kochbuch des 18. Jahrhunderts war Le Cuisinier moderne von Vincent de La Chapelle (1742), das fünf Bände umfasste und mehrere ausklappbare Bildtafeln enthielt. Eine davon, die zeigt, wie eine Tafel für 100 Personen eingedeckt werden sollte, ist insgesamt über einen Meter lang. In diesem Zeitraum begann die Epoche der Nouvelle Cuisine in Frankreich. Das erfolgreichste Kochbuch des 18. Jahrhunderts war jedoch La Cuisinière bourgeoise (1746), das sich als erstes Werk ausdrücklich an Frauen richtete. Es erlebte in rund 150 Jahren über 120 Auflagen und wurde mehrfach von anderen Autoren kopiert. Die erste Frau, die ein kleines Kochbuch veröffentlichte, war Madame Mérigot, die nach der Französischen Revolution 1795 eine 42-seitige Broschüre mit Kartoffelrezepten für La Cuisinière républicaine verfasste.
Mehrfach aufgelegt wurde L’Art du confiseur von einer Madame Utrecht aus dem Jahr 1801. Das erste vollständige Kochbuch einer Autorin war das Manuel de la ménagère à la ville et a la campagne et la femme de la basse-cour im Jahr 1805 von Madame Gacon-Dufour. Der einflussreichste männliche Kochbuchautor zu Anfang des 19. Jahrhunderts war Marie-Antoine Carême, ein gelernter Konditor, dessen Bücher exzellente Zeichnungen enthielten. Sein Schüler Jules Gouffé unterschied 1867 in seinem Buch Livre de cuisine die Rezepte nach Grande cuisine und einfacher Küche. Es erschien rund 50 Jahre lang und wurde 2009 unverändert neu aufgelegt. Ebenfalls in Carêmes Tradition stand La Cuisine classique von Urbain Dubois und Émile Bernard (1856).
Das frühe 20. Jahrhundert war die Ära von Auguste Escoffier. Sein Guide culinaire (1903) prägte nicht nur die französische Küche, sondern beeinflusste die gehobene Küche in ganz Europa und in den Vereinigten Staaten. Weniger bekannt, aber ebenfalls sehr einflussreich war Le grand livre de la Cuisine von Prosper Montagné/Prosper Salles, das erstmals im Jahr 1900 erschien. Das Hauptwerk Montagnés war jedoch gemeinsam mit Alfred Gottschalk die Herausgabe des Larousse gastronomique 1938, ein Lexikon mit über 1000 Seiten, das bis heute ein Standardwerk ist. La bonne Cuisine de Madame E. Saint-Ange (frz., die gute Küche von Madame E. Saint-Ange) ist ein bekanntes bürgerliches Kochbuch und erschien 1927 im Verlag Larousse. Die klassische Zusammenstellung ist zugleich eine historische Darstellung der damaligen Küchenausstattung und wurde auch in die englische Sprache übertragen (vgl. Mastering the Art of French Cooking) und 2015 ins Amerikanische übersetzt.

## Charakteristik

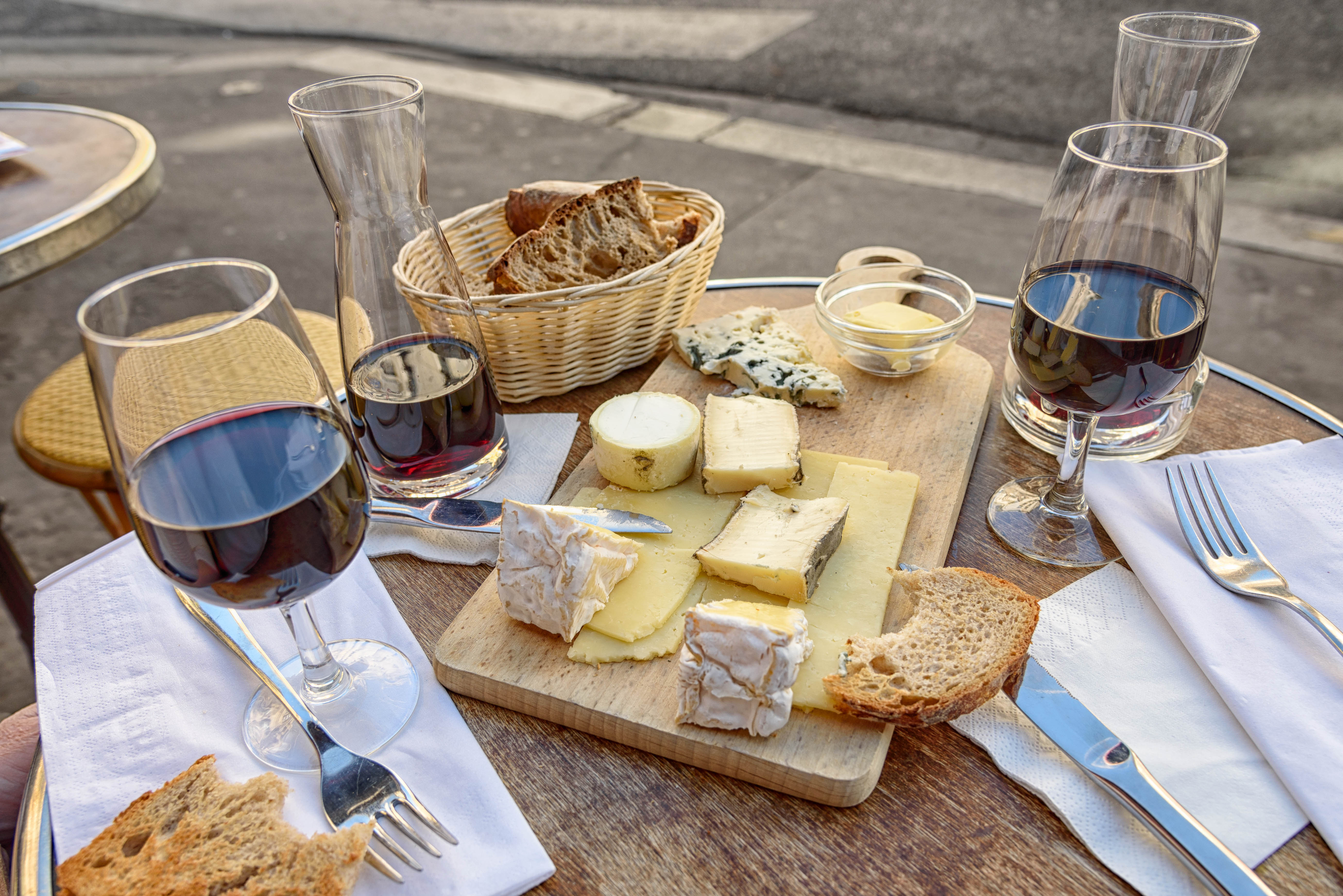
Rotwein, Käse und Baguette in einem Straßencafé in Paris

Frankreich gilt als ein Land der Weine und des Käses, von dem es mehr als 400 Sorten gibt. Die französischen Saucenarten Béchamelsauce, Sauce béarnaise, Sauce Hollandaise, Mayonnaise und Remoulade sind neben anderen von der internationalen gehobenen Küche übernommen worden. Das Stangenweißbrot Baguette ist im Ausland geradezu ein nationales Symbol der Franzosen geworden. Es wird in verschiedenen Größen als „Ficelle“, als „Baguette“ und als dicke „Flûte“ angeboten. Die Standardbrote hatten bis 1986 einen staatlich fixierten Preis, die zahlreichen Spezialbrote waren davon ausgenommen.

### Regionalküchen

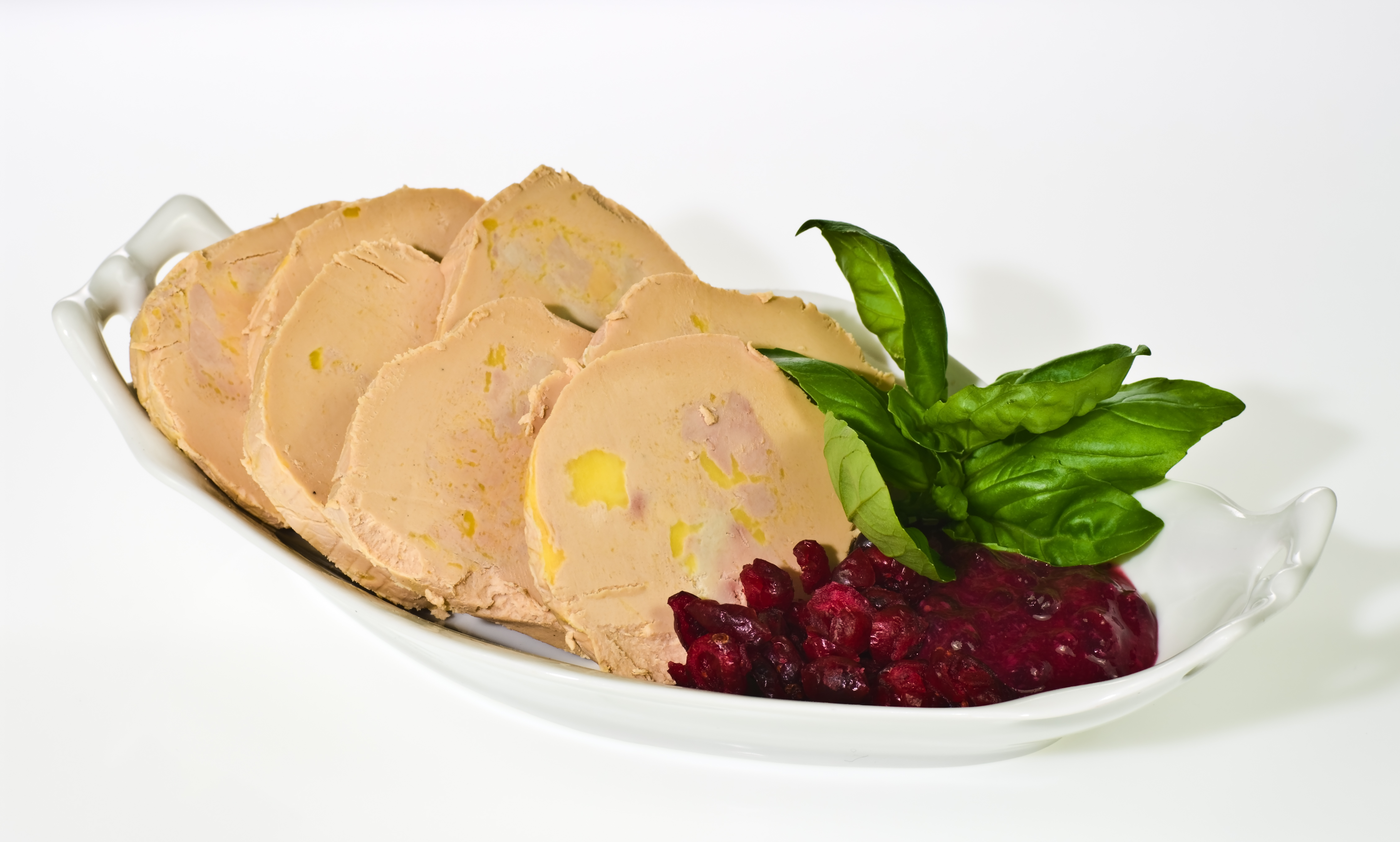
Foie gras mit Johannisbeeren

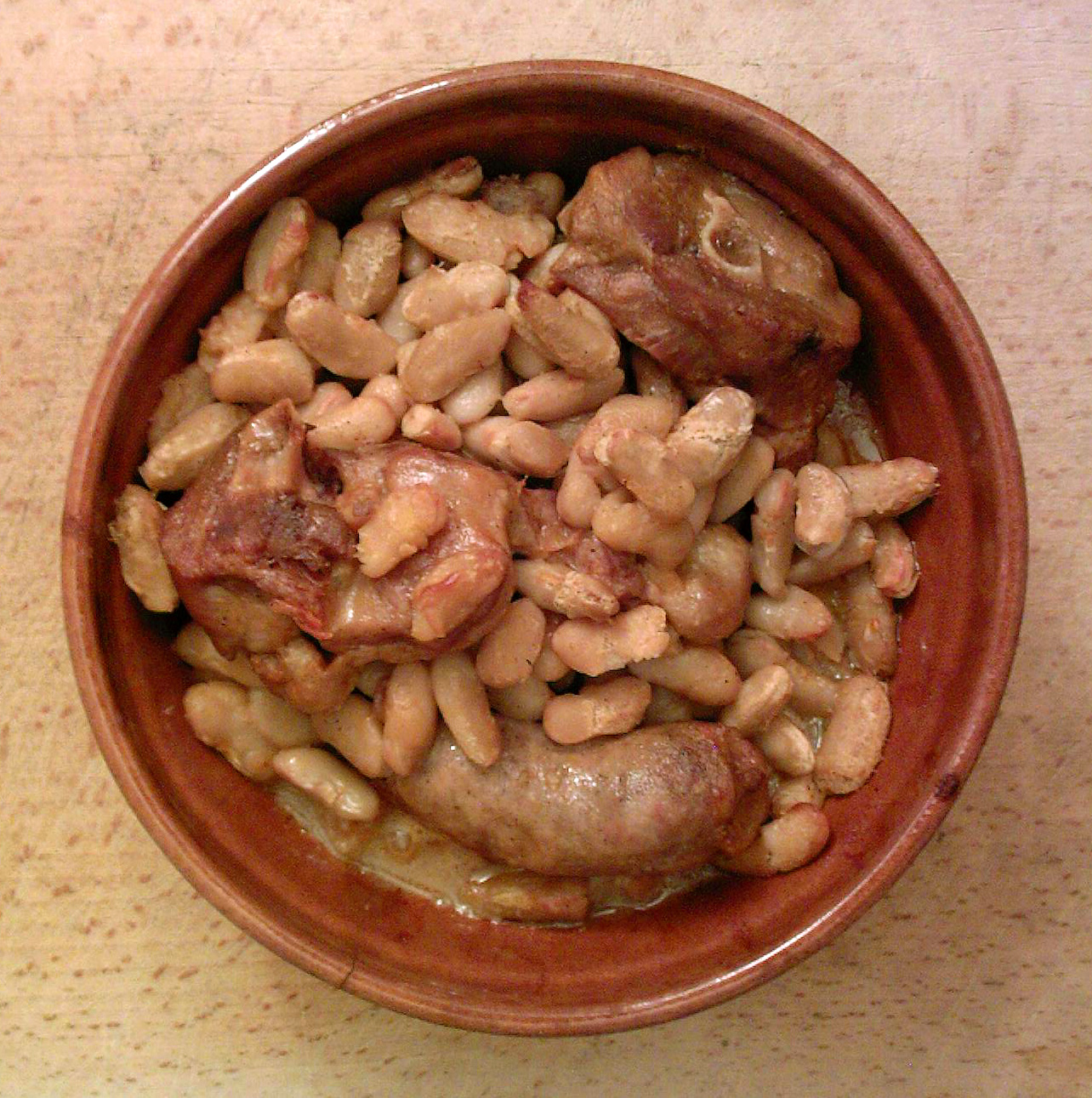
Eine Portion Cassoulet

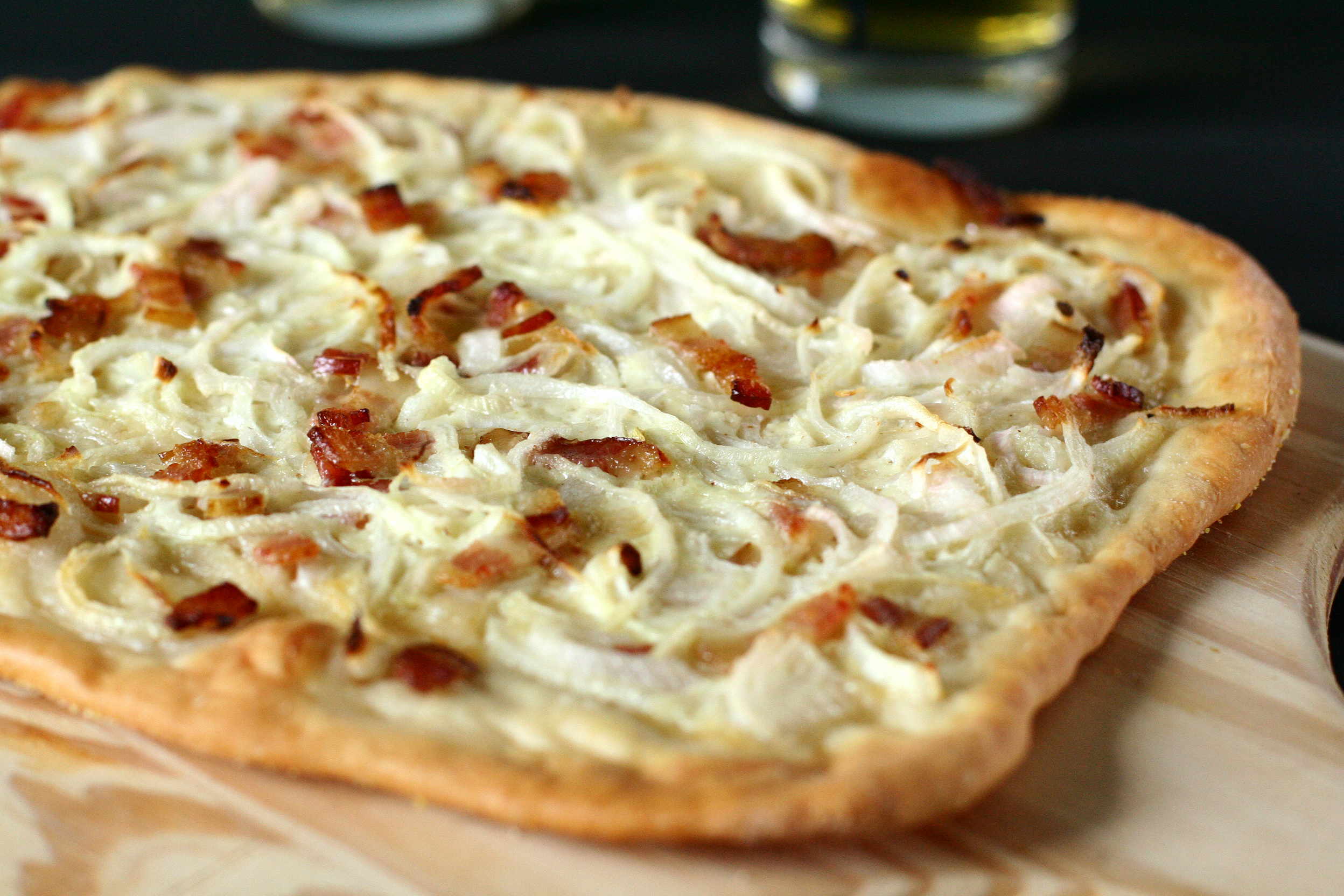
Flammkuchen aus dem Elsass

Die Normandie im Nordwesten ist eine Region der Milchwirtschaft und der Apfelplantagen. Die Verwendung von Kalbfleisch, dicken Rahmsaucen, der reichliche Einsatz von Butter und das Getränk Calvados sind hier typisch. Als Dessert gibt es oft flache Apfelkuchen und kräftigen Käse aus der Region wie Camembert, Livarot oder Pont-l’Évêque.
In der benachbarten Bretagne versalzen kräftige Meereswinde die Weiden. Auf den Salzwiesen der Départements Côtes d’Armor und Ille-et-Vilaine werden Lämmer gezüchtet, deren Fleisch einen typischen, mit pré-salé bezeichneten Salzgeschmack hat. Meeresfrüchte, vor allem Belon-Austern, diverse Krebssorten (tourteau, araignée de mer, crabes) und Hummer sind Spezialitäten der Bretagne, außerdem Crêpes und Galettes. Von den Gemüsen genießen die bretonischen Artischocken einen besonderen Ruf.
Weiter südlich liegt das Périgord, die Gegend der Gänse und der Trüffel. Foie gras (Enten- oder Gänsestopfleber) und „confit d’oie“ (in ihrem eigenen Fett gegarte und so konservierte Gänseteile) werden hier erzeugt.
Im Süden Frankreichs gibt es eine mediterrane Küche, aber im Binnenland wird eher deftig gekocht. So ist eine der Spezialitäten des Languedoc das Cassoulet, ein kräftiger Eintopf aus weißen Bohnen, Kräutern, Speck und Fleisch.
Die Küche der Provence kennzeichnet der Einsatz vieler aromatischer Kräuter, Tomaten, Gemüsepaprika, Auberginen und die großzügige Verwendung von Knoblauch und Olivenöl; ein mittlerweile weltweit bekanntes provenzalisches Gericht ist die Ratatouille. Die berühmte Bouillabaisse, ein Fischeintopf aus Marseille, basiert vermutlich auf einem griechischen Rezept (Marseille wurde von Griechen gegründet) und wird mit Rouille, einer scharfen rötlichen Knoblauchmayonnaise, verzehrt.
In der Region in und um Lyon werden vor allem Huhn, das vorzugsweise aus der nahe gelegenen Bresse stammt, und Schweinefleisch verarbeitet.
Weiter nördlich liegt die Bourgogne, die Heimat bekannter Weiß- und Rotweine. Charolais-Rinder und Bresse-Hühner stammen von hier. Auf den Speisekarten finden sich neben Weinbergschnecken viele Fleisch-, Fisch- und Geflügelgerichte, meistens mit Weinsaucen.
Aus Paris kommen die Zwiebelsuppe und das Pariser Schnitzel.
Im Elsass schließlich werden deftige Spezialitäten gekocht: Sauerkraut (Choucroute garnie), Baeckeoffe (ein kräftiger Schmoreintopf mit Kartoffeln und Fleisch), Flammkuchen sowie flambierte Obsttartes.

### Speisefolge

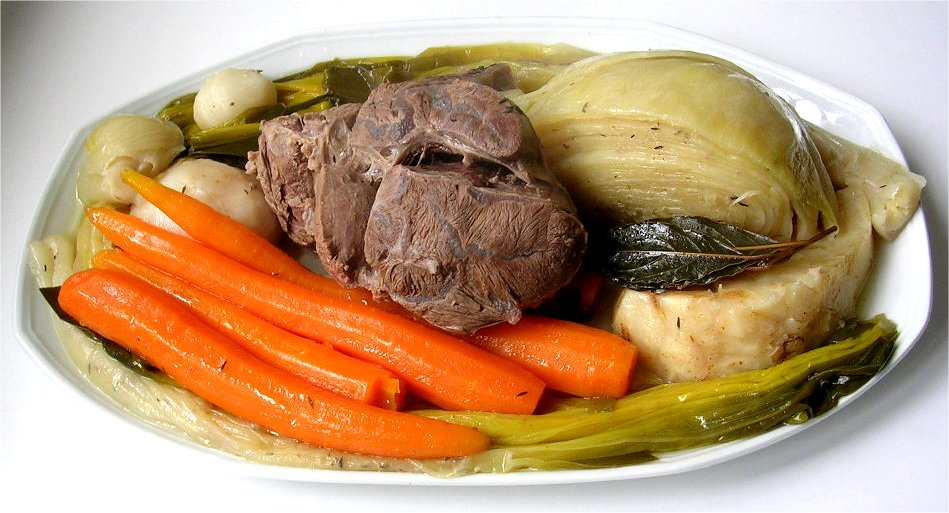
Pot-au-feu mit Rindfleisch

Auch in Frankreich gibt es berühmte Eintopfgerichte wie Pot-au-feu, Poule au pot oder Cassoulet; es sind Gerichte der ländlichen Küche. In der Haute Cuisine ist ein mehrgängiges Menü obligatorisch, im einfachsten Fall bestehend aus Vorspeise, Hauptgang und Dessert, wozu Wein und Wasser getrunken werden und im Norden auch Bier. Beilagen gibt es nicht, Kartoffeln werden als Gemüse betrachtet, aber ein Brotkorb steht immer auf dem Tisch.

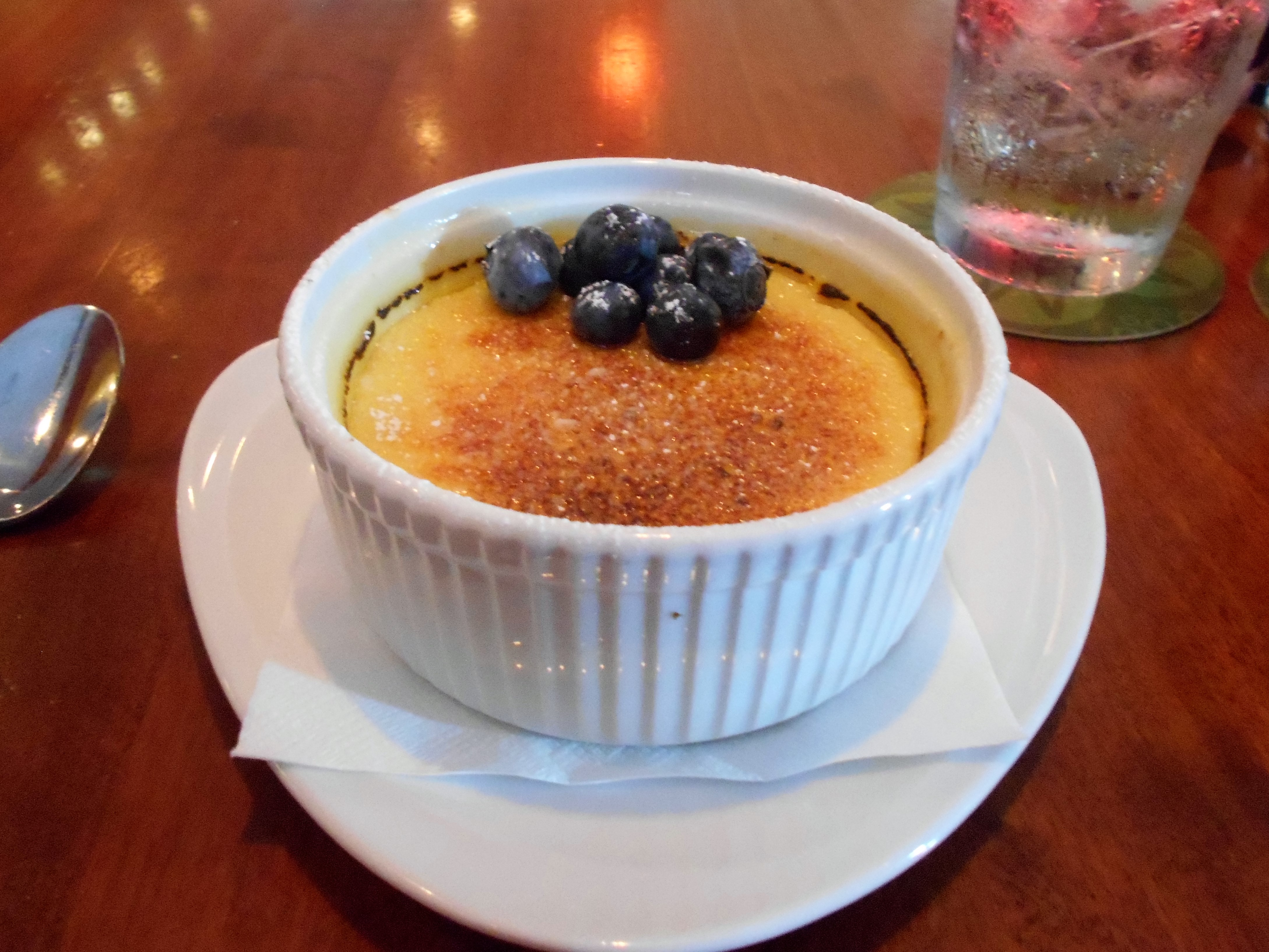
Ein typisches Dessert: Crème brûlée

In einem Bistro, einer Brasserie oder einem der inzwischen selten gewordenen „Bouillons“, also den preisgünstigen Restaurants, in denen die Büroangestellten ihre Mahlzeiten einzunehmen pflegen, kann man zur Mittagszeit ein Dreigangmenü erwarten, das etwa aus lauwarmem Lauch mit Sauce Vinaigrette, einem Onglet à l’échalote – einem kurz gebratenen Steak mit Schalotten und Rotweinsauce – und einer Crème au caramel oder auch nur einem Kaffee besteht. Üblicherweise hat man für das Tagesmenü bei jedem Gang die Auswahl von zwei bis drei Gerichten. In großen Restaurants wird à la carte gegessen. Allerdings wurde die traditionelle Mittagspause, die in Frankreich von 12 Uhr bis 14 Uhr gehalten wurde, zumindest in den großen Städten zumehmend verkürzt und heute oft nicht mehr außerhalb des Betriebs verbracht, wodurch auch die Esskultur schlechter geworden ist.